# بيريوزوفسكيي (كيميروفو)
بيريوزوفسكيي (بالروسية: Берёзовский) هي مدينة في مقاطعة كيميروفو أوبلاست في روسيا.
يبلغ عدد سكانها حوالي 46668  نسمة.